# Longgong (sockenhuvudort i Kina, Zhejiang Sheng, lat 27,49, long 118,94)
Longgong (kinesiska: 隆宫, 隆宫乡) är en sockenhuvudort i Kina. Den ligger i provinsen Zhejiang, i den östra delen av landet, omkring 330 kilometer söder om provinshuvudstaden Hangzhou. Antalet invånare är 4 845. Befolkningen består av 2 349 kvinnor och 2 496 män. Barn under 15 år utgör 21,0 %, vuxna 15-64 år 66 %, och äldre över 65 år 11,0 %.
Runt Longgong är det ganska tätbefolkat, med 120 invånare per kvadratkilometer. Närmaste större samhälle är Xiongshan, 16,4 km sydväst om Longgong. I omgivningarna runt Longgong växer i huvudsak blandskog.
Genomsnittlig årsnederbörd är 2 405 millimeter. Den regnigaste månaden är juni, med i genomsnitt 397 mm nederbörd, och den torraste är oktober, med 30 mm nederbörd.